# Roststjärtad myrfågel
Roststjärtad myrfågel (Drymophila genei) är en fågel i familjen myrfåglar inom ordningen tättingar.

## Utbredning och systematik
Fågeln förekommer enbart i sydöstra Brasilien (sydöstra Minas Gerais, södra Espírito Santo och Rio de Janeiro). Den behandlas som monotypisk, det vill säga att den inte delas in i några underarter.

## Status
IUCN kategoriserar arten som livskraftig.